# Futurama (sezonul 1)
Primul sezon din Futurama a fost difuzat între 28 martie 1999 și 14 noiembrie 1999, având în total 13 episoade.
Cele treisprezece episoade ale sezonului au fost lansate pe DVD și VHS într-un set intitulat Futurama: Volume One. A fost lansat în Regatul Unit pe 28 ianuarie 2002, în Australia pe 27 noiembrie 2002 și în Statele Unite și Canada pe 25 martie 2003.

## Producție
Matt Groening a conceput proiectul Futurama la mijlocul anilor 1990. După ce a studiat științifico-fantastic timp de câțiva ani, acesta l-a recrutat pe David X. Cohen , la momentul respectiv scriitor și producător executiv al Familiei Simpson, iar cei doi au dezvoltat serialul. Până la prezentarea proiectului celor din compania Fox în aprilie 1998, aceștia au creat mai multe personaje și povești. În timpul primei întâlniri, Fox a comandat treisprezece episoade. Totuși, Groening s-a împotrivit oricărei ingerințe a companiei în procesul artistic al serialului. În cazul Familiei Simpson, rețeaua de televiziune nu avea acces la partea de creație. Conform lui Groening, aceștia au încercau să influențeze dezvoltarea Futurama, însă acesta își dorea să aibă aceeași libertate artistică pe care a avut-o când lucra la Familia Simpson. Numele „Futurama” provine de la un pavilion din cadrul Expoziției Universale din New York (1939-1940)⁠(d). Proiectat de Norman Bel Geddes⁠(d), pavilionul Futurama⁠(d) prezenta cum va arăta viața în 1959.

## Recepție
Primul episod al serialului - „Space Pilot 3000” - a avut un rating Nielsen de 11,2/17 în gospodării și 9,6/23 la adulți cu vârsta cuprinsă între 18-49. Acesta a fost urmărit de mai mulți telespectatori decât serialul principal al companiei (Familia Simpson) sau serialul următor (Dosarele X), fiind preferat atât de bărbații cu vârsta cuprinsă între 18 și 49 de ani, cât și de adolescenți.

## Episoade
| Nr. | Episodul | Titlu                          | Regizor                       | Scenarist                      | Data difuzării     | Cod de producție | Audiență SUA (milioane) |
| --- | -------- | ------------------------------ | ----------------------------- | ------------------------------ | ------------------ | ---------------- | ----------------------- |
| 1   | 1        | „Space Pilot 3000”             | Rich Moore & Gregg Vanzo      | David X. Cohen & Matt Groening | 28 martie 1999     | 1ACV01           | 19.04                   |
|     |          |                                |                               |                                |                    |                  |                         |
| 2   | 2        | „The Series Has Landed”        | Peter Avanzino                | Ken Keeler                     | 4 aprilie 1999     | 1ACV02           | 14.23                   |
|     |          |                                |                               |                                |                    |                  |                         |
| 3   | 3        | „I, Roommate”                  | Bret Haaland                  | Eric Horsted                   | 6 aprilie 1999     | 1ACV03           | 8.89                    |
|     |          |                                |                               |                                |                    |                  |                         |
| 4   | 4        | „Love's Labours Lost in Space” | Brian Sheesley                | Brian Kelley                   | 13 aprilie 1999    | 1ACV04           | 10.14                   |
|     |          |                                |                               |                                |                    |                  |                         |
| 5   | 5        | „Fear of a Bot Planet”         | Peter Avanzino & Carlos Baeza | Evan Gore & Heather Lombard    | 20 aprilie 1999    | 1ACV05           | 9.69                    |
|     |          |                                |                               |                                |                    |                  |                         |
| 6   | 6        | „A Fishful of Dollars”         | Ron Hughart & Gregg Vanzo     | Patric M. Verrone              | 27 aprilie 1999    | 1ACV06           | 9.70                    |
|     |          |                                |                               |                                |                    |                  |                         |
| 7   | 7        | „My Three Suns”                | Jeffrey Lynch & Kevin O'Brien | J. Stewart Burns               | 4 mai 1999         | 1ACV07           | 8.24                    |
|     |          |                                |                               |                                |                    |                  |                         |
| 8   | 8        | „Big Piece of Garbage”         | Susan Dietter                 | Lewis Morton                   | 11 mai 1999        | 1ACV08           | 8.45                    |
|     |          |                                |                               |                                |                    |                  |                         |
| 9   | 9        | „Hell Is Other Robots"         | Rich Moore                    | Eric Kaplan                    | 18 mai 1999        | 1ACV09           | 7.39                    |
|     |          |                                |                               |                                |                    |                  |                         |
| 10  | 10       | „A Flight to Remember”         | Peter Avanzino                | Eric Horsted                   | 26 septembrie 1999 | 1ACV10           | 11.54                   |
|     |          |                                |                               |                                |                    |                  |                         |
| 11  | 11       | „Mars University”              | Bret Haaland                  | J. Stewart Burns               | 3 octombrie 1999   | 1ACV11           | 10.79                   |
|     |          |                                |                               |                                |                    |                  |                         |
| 12  | 12       | „When Aliens Attack”           | Brian Sheesley                | Ken Keeler                     | 7 noiembrie 1999   | 1ACV12           | 12.25                   |
|     |          |                                |                               |                                |                    |                  |                         |
| 13  | 13       | „Fry and the Slurm Factory”    | Ron Hughart                   | Lewis Morton                   | 14 noiembrie 1999  | 1ACV13           | 12.86                   |
|     |          |                                |                               |                                |                    |                  |                         |